# Phymatostetha circumducta
Phymatostetha circumducta är en insektsart som först beskrevs av Walker 1858.  Phymatostetha circumducta ingår i släktet Phymatostetha och familjen spottstritar. Inga underarter finns listade i Catalogue of Life.